# Stenosoma mediterranea
Stenosoma mediterranea is een pissebed uit de familie Idoteidae. De wetenschappelijke naam van de soort is voor het eerst geldig gepubliceerd in 1989 door Rezig.